# Marcin Kołpanowicz
Marcin Kołpanowicz (ur. 1963 w Krakowie) – polski malarz, artysta plastyk.

## Życiorys
Syn Andrzeja Kołpanowicza, znanego krakowskiego surrealisty. W 1987 ukończył studia w Akademii Sztuk Pięknych w Krakowie. Jego dzieła wystawiano na dwudziestu wystawach indywidualnych m.in. w Krakowie, Warszawie, Paryżu. Ponadto uczestniczył w licznych wystawach zbiorowych, m.in. w Born: Fine Art Galerie, Kolonii: Hintrager Galerie, Wuppertalu: BWA, Częstochowie: Kolekcja TOP-ART. W 2010 wystawił swoje dzieła na międzynarodowej wystawie realizmu magicznego „Dante- Boska Komedia”. Od 2011 regularnie publikuje eseje w kwartalniku „Artysta i Sztuka”.

## Twórczość
Twórca portretów, ilustracji i pejzażysta, jego twórczość jest związana z metaforycznym malarstwem olejnym i pastelowym. Tematyką jego prac są wizje nieistniejących miast oraz przetworzenia rzeczywistości. Autor określa je „sennym marzeniem”, którymi pragnie wzbudzić u widza chęć odczytywania drugiego dna. Niewątpliwe swoimi dziełami wpływa na wyobraźnię odbiorców. Jest członkiem oraz założycielem „Grupy Apellesa”, w której skład wchodzą również Leszek Żegalski, Krzysztof Izdebski-Cruz, Ida Łotocka-Huelle i Dariusz Kaleta. Prace Kołpanowicza znajdują się na plakatach, okładkach książek („Kielich” – Waldemar Łysiak), a także można je ujrzeć w serialu TVP „Siedlisko” (reż. Janusz Majewski). Jego pierwszym oraz najważniejszym nauczycielem był ojciec, Andrzej Kołpanowicz (1938-2017).

## Wystawy
2005
- Vincentian Fathers, Nowy Jork

2002
- Inter Art Galerie Reich, Kolonia

2001
- Galeria KOK, Krzeszowice,
- Kunst Und Kultur, Aschau

2000
- Willa Decjusza, Kraków
- Galeria Palace, Kraków

1999
- Galeria Krypta u Pijarow, Kraków

1997
- Poly-Print Galerie, Wuppertal

1996
- Inter Art Galerie Reich, Kolonia
- Wiesinger Galerie, Linz

1995
- Galeria Osorya, Kraków

1994
- Galerie Pont Neuf, Paryż

1992
- Inter Art. Galerie Reich, Kolonia
- Stara Galeria, Kraków

1989
- Galeria Nr 4, Kraków

1988
- Galeria NCK, Kraków

1987
- Galeria Inny Swiat, Kraków[3]